# Бар (Ду)
Бар (фр. Bart) насеље је и општина у источној Француској у региону Франш-Конте, у департману Ду која припада префектури Монбелијар.
По подацима из 2011. године у општини је живело 1900 становника, а густина насељености је износила 494,79 становника/km². Општина се простире на површини од 3,84 km². Налази се на средњој надморској висини од 320 метара (максималној 480 m, а минималној 309 m).

## Демографија
| 1962. | 1968. | 1975. | 1982. | 1990. | 1999. | 2011. |
| ----- | ----- | ----- | ----- | ----- | ----- | ----- |
| 1.385 | 1.516 | 1.852 | 1.874 | 2.074 | 2.076 | 1.900 |

График промене броја становника у току последњих година